# Rana pseudodalmatina
Rana pseudodalmatina är en groddjursart som beskrevs av Josef Eiselt och Schmidtler 1971. Rana pseudodalmatina ingår i släktet Rana och familjen egentliga grodor. IUCN kategoriserar arten globalt som livskraftig. Inga underarter finns listade i Catalogue of Life.